# 10 on Ten
10 on Ten è un documentario del 2004 diretto da Abbas Kiarostami presentato nella sezione Un Certain Regard al Festival di Cannes 2004.